# Ultimate Fantastic Four
Ultimate Fantastic Four is een stripserie gepubliceerd door Marvel Comics als onderdeel van de Ultimate Marvel-strips. De stripreeks is gebaseerd op de klassieke Fantastic Four strips, maar toont een nieuwe interpretatie van het superheldenteam uit deze stripserie. Zo hebben de helden in deze serie een andere oorsprong en zijn ze jonger.
De reeks werd bedacht door Brian Michael Bendis, Mark Millar en Adam Kubert. De serie debuteerde begin 2004 en eindigde in februari 2009 met nummer #60.

## Productie geschiedenis
Ultimate Fantastic Four is de vierde serie in de Ultimate Marvel series, na Ultimate Spider-Man, Ultimate X-Men en de Ultimates. De eerste schrijvers die zich met de stripreeks bezighielden waren Mark Millar (Ultimates, Ultimate X-Men) en Brian Michael Bendis (Ultimate Spider-Man, Ultimate X-Men).
In de Ultimate Fantastic Four Vol. 1 hardcovereditie schreven Millar en Bendis over de ietwat vreemde omstandigheden van hun samenwerking. Communicatie was belangrijk omdat Millar in Glasgow, Schotland woonde en Bendis in Portland, Oregon. Verder hadden beide andere schrijfstijlen en beide schrijvers vreesden dat dit het project fataal zou worden. Daarom werd afgesproken dat Miller de plot mocht bedenken, en Bendis een verhaal zou schrijven rondom deze plot.
Millar veranderde de oorsprong van de Fantastic Four drastisch ten opzichte van hun oorsprong in de originele stripserie. Hij vond het verhaal waarin de vier hun krachten kregen door een ongeluk in de ruimte niet echt overtuigend. In Ultimate Fantastic Four kregen de vier hun krachten door een experimentele teleportatiemachine gemaakt door Reed Richards. Reed mocht zijn machine demonstreren als onderdeel van een programma opgezet door de think tank school, onder toezicht van Professor Storm (de vader van Susan Storm en Johnny Storm. Reed werd tijdens dit project de rivaal van Victor van Damme, een medestudent. Tijdens de demonstratie gaat er iets mis omdat Victor met de instellingen van de machine rommelt, en alle vijf worden ze gemuteerd.
De Ultimate Fantastic Four verhalen wijken ook sterk af van de originele stripreeks. Zo werden de personages aangepast. In Ultimate Fantastic Four is Reed Richards nog steeds een genie, maar hij is niet meer de ware leider die hij in de originele strips was. In zijn plaats is het vaak Susan Storm die in een situatie meteen de leiding op zich neemt. Susan is in deze strips duidelijk meer bekwaam en gedreven dan in de eerste Fantastic Four strips. Ten slotte verkreeg de aartsvijand van de Fantastic Four, Dr. Doom, in deze stripreeks zijn krachten op dezelfde manier als de vier helden.
Uiteindelijk waren beide schrijvers tevreden met het resultaat. Hoewel Millar en Bendis nog veel meer ideeën hadden, moesten ze vanwege problemen met de planning rondom de serie ophouden met het schrijverswerk. Warren Ellis nam het van hen over. Ellis bedacht de achtergrond van de Ultimate versie van Dr. Doom. Hij maakte van Doom een afstammeling van Dracula.
In de strips erop werden Ultimate versies geïntroduceerd van Mad Thinker, Crystal, Namor the Sub-Mariner, Mole Man en de Frightfull Four.

## Problemen met de continuïteit
Ultimate Fantastic Four wordt gezien als een bron van continuïteitsproblemen binnen het Ultimate Marvel universum. Het team wordt in andere Ultimate titels genoemd, wat suggereert dat het team eerder bestond dan de Ultimates, de X-Men en Spider-Man.
In The Ultimates werd duidelijk dat de Fantastic Four bestonden voordat het Ultimates Team werd gevormd.
Er zijn ook inconsequenties met Dr. Doom en Latveria in de serie Ultimate Marvel Team-Up. Momenteel zou Latveria een dictatorschap zijn, maar niets te maken hebben met Doom. Toch zijn er in Ultimate Marvel Team-Up foto’s van Doom te zien in de Latveriaanse ambassade, evenals foto’s van een veel oudere Fantastic Four.
Deze oudere Fantastic Four werd ook genoemd in Ultimate Spider-Man #33. In Ultimate Spider-Man #58 praat Spider-Man over de Fantastic Four alsof ze al een hele tijd bestaan, maar in Ultimate Spider-Man #69 vertoonde het team zich pas voor het eerst in het openbaar. Verder is de Ultimate Spider-Man verhaallijn Superstars te zien dat Johnny Storm nog een tiener is.

## Verhaallijnen
- Verhaallijn 1: The Fantastic (#1-6) door Brian Michael Bendis, Mark Millar en Adam Kubert

Toont de oorsprong van de Fantastic Four en hun eerste gevecht met de Mole Man.
- Verhaallijn 2: Doom (#7-12) door Warren Ellis en Stuart Immonen

Introduceert de Ultimate versie van Dr. Doom.
- Verhaallijn 3: N-Zone (#13-18) door Warren Ellis and Adam Kubert

De Fantastic Four ontmoetten in de N-Zone de biazarre en sadistische alien Nihil.
- Verhaallijn 4: Think Tank (#19-20) door Mike Carey en Jae Lee

De Fantastic Four worden gevangen door de Mad Thinker.
- Annual #1: Inhuman (Annual # 1) door Mark Millar en Jae Lee

De vier ontmoetten voor het eerst de Inhuman Crystal.
- Verhaallijn 5: Crossover (#21-23) door Mark Millar en Greg Land

Reed ontvangt een bericht van een oudere versie van zichzelf uit een alternatieve dimensie. Dit blijkt de wereld van de Marvel Zombies te zijn.
- Verhaallijn 6: Tomb of Prince Namor (#24-26) door Mark Millar en Greg Land

Tijdens een expeditie naar Atlantis laten de vier per ongeluk Namor the Sub-Mariner vrij.
- Verhaallijn 7: President Thor (#27-29) door Mark Millar ed Greg Land

Via een tijdreis proberen de Fantastic Four het ongeluk dat hun muteerde terug te draaien, met vergaande gevolgen.
- Verhaallijn 8: Frightful (#30-32) door Mark Millar en Greg Land

De Frightful Four duiken voor het eerst op. Verder wordt Johnny ziek en alleen Dr. Doom kan hem helpen.
- Annual #2: (Annual # 2) door Mike Carey, Stuart Immonen en Frazer Irving

De vier vechten opnieuw tegen Mole Man.
- Verhaallijn 9: God War (#33-38) door Mike Carey en Pasqual Ferry

Het team ontmoet sterke buitenaardse tegenstanders terwijl ze een gevaarlijk wapen proberen te vinden.
- Verhaallijn 10: Devils (#39-41) door Mike Carey en Mark Brooks

Het team bevecht de gestoorde Diablo.
- Verhaallijn 11: The Silver Sufer (#42-46) door Mike Carey en Pasqual Ferry

Reed Richards haalt per ongeluk de Silver Surfer naar de Aarde.

## Trivia
- Grant Morrison was betrokken bij de creatie van de Ultimate Fantastic Four en zou voor de serie gaan schrijven. Hij vertrok echter om voor DC Comics te gaan werken.
- Bryan Hitch ontwierp de nieuwe kostuums voor de personages.
- Deel #1 van Ultimate Fantastic Four zat als extraatje in het computerspel Marvel Nemesis: Rise of the Imperfects.